# Santiago de Sierra
Santiago de Sierra (en asturiano y oficialmente: Santiáu de Sierra) es una parroquia del concejo de Cangas del Narcea, en el Principado de Asturias, España.

## Entidades de población
Está formado por los pueblos: Santiáu de Sierra, Nando, Mendiellu, Parrondo, Siasu, Cadrijuela, Becerrales y La Castañal.